# Certonotus monticola
Certonotus monticola är en stekelart som beskrevs av Morley 1913. Certonotus monticola ingår i släktet Certonotus och familjen brokparasitsteklar. Inga underarter finns listade i Catalogue of Life.